# 若親分
『若親分』（わかおやぶん）は、1965年3月13日に大映が配給した、池広一夫監督、市川雷蔵主演の任侠映画である。元は海軍士官でやくざである南条武の活躍を描いたものシリーズの第1作にあたり、以降『悪名シリーズ』と並ぶ、大映製作の代表的任侠映画として、市川雷蔵主演でシリーズ化され、合計8作品が製作された。

## 配役
- 市川雷蔵 : 南条武
- 朝丘雪路 : 京子
- 藤村志保 : 千代梅
- 三波春夫 : 桃中軒雲右衛門
- 山下洵一郎 : 高瀬俊介
- 山田吾一 : 三吉
- 原泉 : ひさ
- 石黒達也 : 滝沢巳之助
- 水原浩一 : 仙之助
- 杉田康 : 岩松
- 伊達三郎 : 紋次
- 杉山昌三九 : 虎太
- 寺島雄作 : 先乗りの男
- 浜世津子 : 喜久美
- 桜京美 : お春
- 成田三樹夫 : 直次郎
- 佐藤慶 : 太田黒伊蔵

## スタッフ
- 監督 : 池広一夫
- 企画 : 斎藤米二郎
- 撮影 : 武田千吉郎
- 美術 : 加藤茂
- 音楽 : 小杉太一郎
- 編集 : 谷口登司夫
- 脚本 : 高岩肇、浅井昭三郎

## 併映作品
- 『兵隊やくざ』

## 続編
- 『若親分出獄』 (1965年) 池広一夫監督
- 『若親分喧嘩状』 (1966年) 池広一夫監督
- 『若親分乗り込む』 (1966年) 井上昭監督
- 『若親分あばれ飛車』 (1966年) 田中重雄監督
- 『若親分を消せ』 (1967年) 中西忠三監督
- 『若親分兇状旅』 (1967年) 森一生監督
- 『若親分千両肌』 (1967年) 池広一夫監督